# Gabriel Bertin
Pour les articles homonymes, voir Bertin.
Gabriel Bertin (1896 - 26 janvier 1945) est un poète français
Introduit par Gabriel d'Aubarède auprès de Jean Ballard, il devient l'un des compagnons de route des Cahiers du Sud des années 1920 jusqu'à sa mort.
Ses premiers poèmes sont parus dans Fortunio en 1924.
Il fut l'ami de Joë Bousquet, et, parmi ses cadets, d'Émile Danoën.

## Publications
- Ce qui pouvait être (pièce en cinq tableaux en collaboration avec Gaston Mouren, créée à Paris le 11 avril 1933 par l'Exposition de l'Art Dramatique), Éditions des Cahiers du Sud, Marseille, 1934
- Sa majesté Jourdain (comédie ballet en trois parties en collaboration avec Gaston Mouren, créée en 1935 par la Compagnie des douze), Éditions des Cahiers du Sud, Marseille, 1935
- Supplices de la nuit (nouvelles), Jean Vigneau, 1943
- Journal d'un inconnu (fragments d’une nouvelle inachevée), supplément au no 271 des Cahiers du Sud, 1946
- L'Échelle de soie (poèmes préfacés par Joë Bousquet), Éditions des Cahiers du Sud, Marseille, 1949
- Les voleurs (pièce en 3 actes en collaboration avec Gaston Mouren, créée en 1942 par la Compagnie des quatre vents), Marseille, Éditions des Cahiers du Sud, 1951.

## Pour approfondir